# Pendule de cheminée

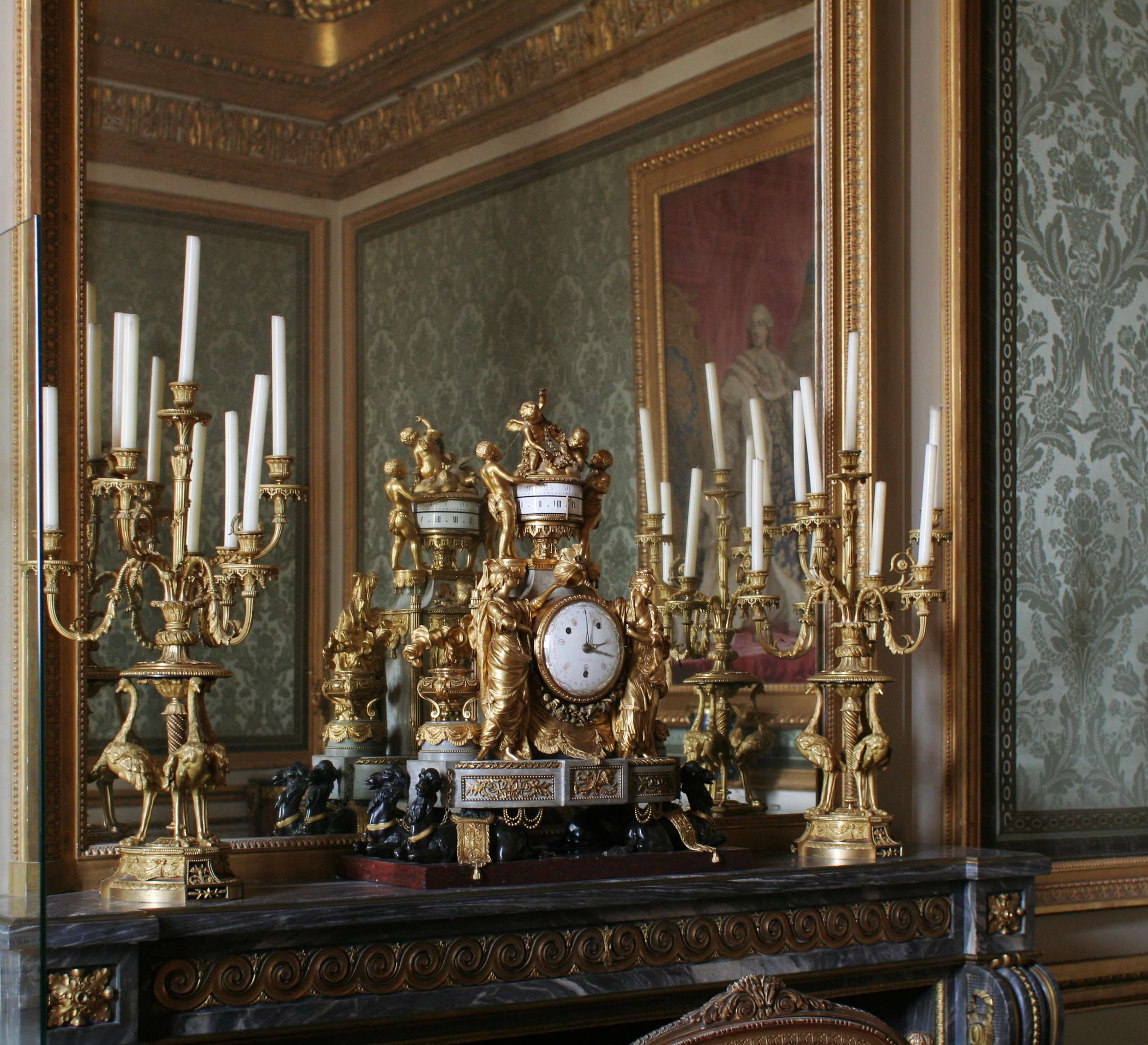
Château de Versailles, salon des nobles, garniture de cheminée (grande pendule « aux chameaux », candélabres « aux grues »), François Rémond, Jarossay.

Une pendule de cheminée est un type d'horloge destinée à être posée, dont le mécanisme est réglé par un pendule (dit aussi balancier). Elle est parfois appelée pendule de Paris. 

## Historique
Les premières pendules à poser, munies d’un mouvement rond à balancier, sont créées à Paris vers 1750. L’originalité de ce mouvement tient essentiellement à la forme des platines, circulaires et non rectangulaires. Sa conception n’est pas le fait d’un inventeur unique car les contacts entre les maitres horlogers étaient alors fréquents. 

### Fabrication des mouvements
Au XIXe siècle, les manufactures d'horlogerie, situées essentiellement en Franche-Comté ou à Saint-Nicolas d'Aliermont, en Normandie, livrent aux industriels parisiens des ébauches appelées mouvements en blanc ou blancs-roulants.
Ce sont des mouvements nus qui comportent 2 platines percées, les barillets montés mais sans ressort, la minuterie complète, le rouage horaire et le rouage de sonnerie. Ni l’ancre, ni le balancier et sa suspension ne sont encore montés. L’horloger finisseur taille la roue d’échappement, délimitant ainsi la longueur du balancier. Il assemble le tout pour en faire un mouvement complet qu’il intègre ensuite dans la boîte choisie pour donner naissance à une pendule de cheminée.
Au début du XIXe siècle, chaque semaine, environ 100 blancs-roulants partent de Saint-Nicolas-d'Aliermont pour la capitale, ils sont signés Honoré Pons ou François Douillon. 

### De la mécanique à l’œuvre
Horloge aux sujets plus ou moins allégoriques ornant la cheminée du salon familial, la pendule de cheminée connaît un immense succès vers le milieu du XIXe siècle. Les cheminées qui perdent leur aspect imposant, participent désormais à la décoration de la pièce. Symbole d’une réussite sociale sans conteste, l’horloge de cheminée constitue le centre et l’élément principal de cette pièce. Certaines pendules constituent à ce titre de véritables œuvres d’art issues des mains des meilleurs artisans.
L’engouement pour la pendule de cheminée va de pair avec la montée en puissance de la bourgeoisie au cours de la Révolution industrielle. Sur le plan de la fabrication, la démocratisation de cette horloge se manifeste sous deux formes : la mécanisation de la production des mouvements et la réalisation de sujets reproduits en plusieurs exemplaires.
Le choix de matières moins onéreuses s’ajoute à cet effort de diminution des coûts. La fabrication en série fait triompher l’albâtre et le sujet de bronze poli, puis doré au vernis rappelle les progrès du temps, comme l’avion, le train ou l’automobile. Auparavant, les artistes utilisaient de manière privilégiée le bronze doré, le marbre, le bois précieux ou le cristal.  

## Caractéristiques techniques
Généralement, on trouve deux ressorts sertis dans des barillets sur chaque pendule. Le ressort se remonte sur la face avant grâce à une clef. Un ressort sert à remonter le mécanisme de l'heure, l'autre le mécanisme de la sonnerie. La régulation se fait grâce à un balancier, qui mesure en général 25 cm. 

### Bibliographie

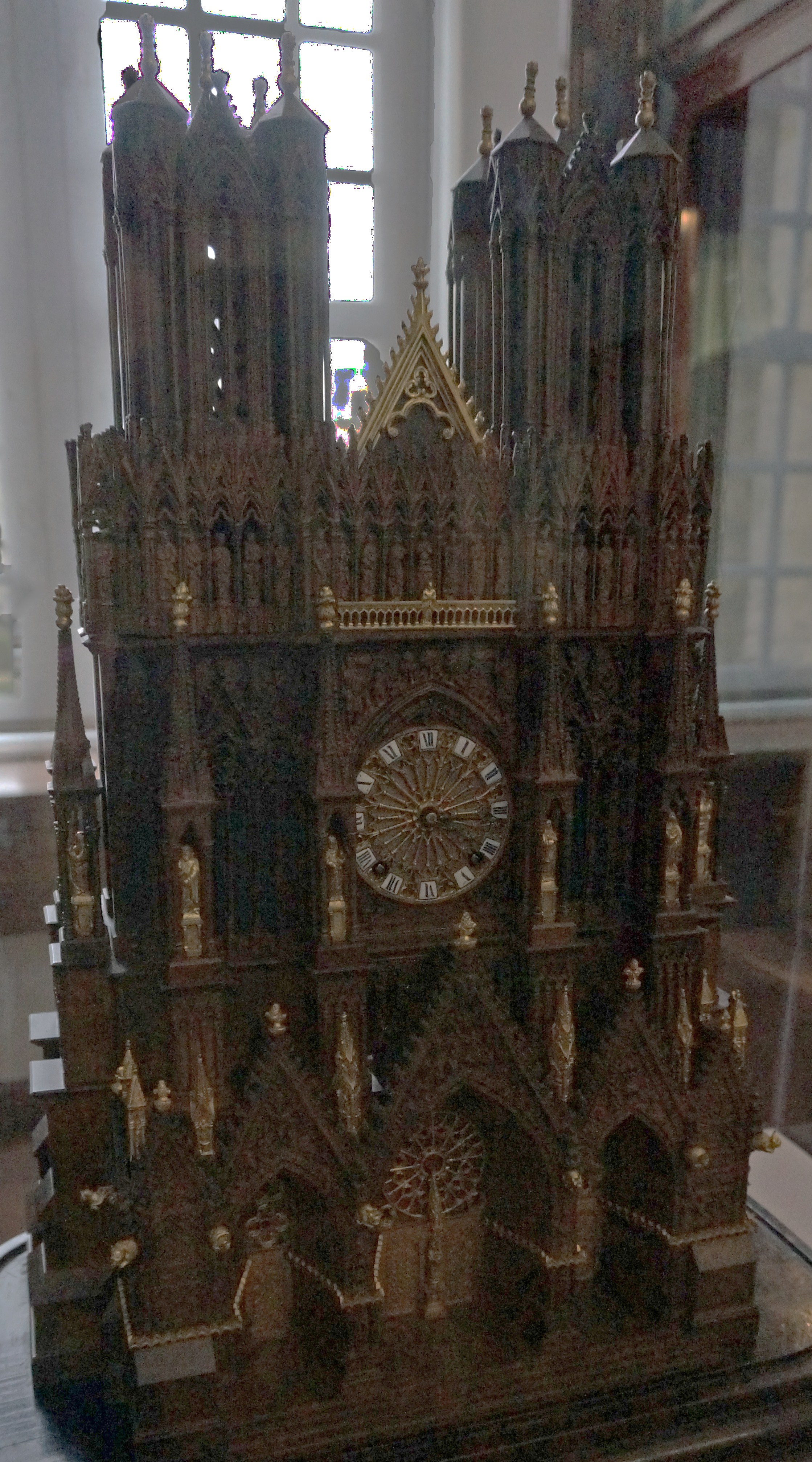
Exemple de pendule de style à la cathédrale (1820 à 1840), la cathédrale de Reims.